# Aeromost-Kharkov
Aeromost Kharkov of Aeromist Kharkiv (Oekraïens: Аероміст-Харків, Russisch: Аэромост-Харьков) was een Oekraïense luchtvaartmaatschappij met thuisbasis in Charkov.

## Geschiedenis
Aeromost Kharkov werd opgericht in 2002. In 2007 werd de luchtvaartmaatschappij opgeheven.

## Diensten
Aeromost Kharkov voerde in juli 2007 lijnvluchten uit naar:
- Bratislava, Charkov, Kiev, Moskou.

## Vloot
De vloot van Aeromost Kharkov bestond in juli 2007 uit:
- 3 Antonov AN-140(K)
- 1 Antonov AN-24V